# Campionato francese di rugby a 15 1975-1976
Il Campionato francese di rugby a 15 1975-1976 fu disputato da 80 squadre: 40 erano divise nelle 5 poule di otto squadre del "gruppo "A" e le prime 5 erano classificate per i sedicesimi.
Si aggiungevano inoltre 40 squadre del  "Gruppo B" , delle quali 7 si qualificano per la fase ad eliminazione diretta.
Il SU Agen ha conquistato il titolo battendo i detentori (e favoriti) del Béziers in finale.

## Fase di qualificazione del Gruppo A
(Le squadre sono indicate secondo la classifica finale del gruppo di qualificazione. In grassetto le qualificate al turno successivo)
| - AS Béziers - Valence - USA Perpignan - Stade toulousain - Montchanin - Section paloise - Stade lavelanétien - SC Tulle | - AS Montferrand - CA Brive - Stade aurillacois - CA Bègles - Stade rochelais - Stade montois - SO Chambéry - Saint-Girons SC    | - RC Narbonne - ES Avignon Saint-Saturnin - La Voulte - Biarritz olympique - FC Oloron - Aviron bayonnais - Lyon OU - RC Vichy |
| - US Dax - US Romans - RRC Nice - US bressane - RC Toulon - Racing club de France - CS Bourgoin-Jallieu - US Marmande    | - SU Agen - FC Lourdes - Stade bagnérais - US Montauban - Saint-Jean-de-Luz OR - Stadoceste tarbais - SA Mérignac - CA Périgueux | |

## Fase di qualificazione del Gruppo B
Squadre qualificate:
- Stade beaumontois
- Cahors
- US Carcassonne
- Castres olympique
- SC Graulhet
- CO Le Creusot
- Mimizan

## Sedicesimi di finale
(In grassetto le qualificate al turno successivo)
| Squadra 1            | Squadra 2                 | Risultati |
| -------------------- | ------------------------- | --------- |
| CA Brive             | SC Graulhet               | 28-6      |
| Saint-Jean-de-Luz OR | Stade bagnérais           | 12-6      |
| AS Montferrand       | Stade beaumontois         | 62-18     |
| USA Perpignan        | Biarritz olympique        | 48-3      |
| AS Béziers           | Mimizan                   | 37-8      |
| US Montauban         | La Voulte                 | 27-6      |
| FC Lourdes           | Castres olympique         | 15-6      |
| Valence              | Stade rochelais           | 16-6      |
| SU Agen              | CO Le Creusot             | 23-6      |
| RRC Nice             | Section paloise           | 7-6       |
| US Romans            | US Carcassonne            | 17-6      |
| Stade aurillacois    | RC Toulon                 | 11-7      |
| RC Narbonne          | Cahors                    | 30-12     |
| CA Bègles            | US bressane               | 9-9       |
| US Dax               | Montchanin                | 21-7      |
| FC Oloron            | ES Avignon Saint-Saturnin | 13-8      |

## Ottavi di finale
(In grassetto le qualificate ai quarti di finale)
| Squadra 1      | Squadra 2            | Risultati |
| -------------- | -------------------- | --------- |
| CA Brive       | Saint-Jean-de-Luz OR | 24-7      |
| AS Montferrand | USA Perpignan        | 18-3      |
| AS Béziers     | US Montauban         | 21-7      |
| FC Lourdes     | Valence              | 21-3      |
| SU Agen        | RRC Nice             | 12-12     |
| US Romans      | Stade aurillacois    | 18-15     |
| RC Narbonne    | CA Bègles            | 9-6       |
| US Dax         | FC Oloron            | 14-9      |

## Quarti di finale
(In grassetto le qualificate alle semifinali)
| Squadra 1   | Squadra 2      | Risultati |
| ----------- | -------------- | --------- |
| CA Brive    | AS Montferrand | 3-0       |
| AS Béziers  | FC Lourdes     | 29-6      |
| SU Agen     | US Romans      | 9-7       |
| RC Narbonne | US Dax         | 20-8      |

## Semifinali
(In grassetto le qualificate alla finale)
| Squadra 1 | Squadra 2   | Risultati |
| --------- | ----------- | --------- |
| CA Brive  | AS Béziers  | 12-21     |
| SU Agen   | RC Narbonne | 22-6      |

## Finale
| Arbitro: | Michel Messan |

| |            | |
| mete: Plantefol c.p.: Mazas 2 Drop: Cazaubon | Marcatori  | mete: Paco c.p.: Cabrol |
| Titolari : Patrick Sole, René Bénésis, Daniel Dubroca, Alain Buzzighin, Alain Plantefol, Christian Conte, Serge Lassoujade, Charles Nieucel, Alain Laclau, Christian Viviès, Yves Fongaro, Jean-Louis Bernès, Jean-Michel Mazas, Jacques Lacroix, Michel Morlaas Sostituti : Gérard Guidi, Henri Cazaubon | Formazioni | Titolari : Armand Vaquerin, Christian Prax, Alain Paco, Georges Senal, Michel Palmié, Olivier Saïsset, Christian Pesteil, Alain Estève, Richard Astre, Henri Cabrol, Noël Séguier, Jean-Pierre Pesteil, Gabriel Cosentino, Claude Casamidjana, Jack Cantoni Remplaçant : Christian Ferrer |

L'incontro è deciso al 109' da una punizione di Mazas.